# Thomas Kinsella (polityk)
Thomas Kinsella (ur. 31 grudnia 1832 w hrabstwo Wexford w Zjednoczonym Królestwie Wielkiej Brytanii i Irlandii, zm. 11 lutego 1884 w Brooklynie) – amerykański polityk, członek Partii Demokratycznej.

## Działalność polityczna
W okresie od 4 marca 1871 do 3 marca 1873 przez jedną kadencję był przedstawicielem 2. okręgu wyborczego w stanie Nowy Jork w Izbie Reprezentantów Stanów Zjednoczonych.